# قائمة أفلام 2003
قائمة أفلام 2003 هي نظرة عامة للأفلام التي تم إنتاجها في سنة 2003، بما فيها أعلاها دخلا على مستوى العالم وقائمة بها حسب تاريخ صدورها. كما تتناول أهم الأحداث التي طبعت السنة السينمائية 2003 (مهرجانات، جوائز)، بالإضافة إلى أبرز الوفيات التي رافقت هذه السنة في مجال السينما.

## أعلى الأفلام تحقيقاً للإيرادات
أهم الأفلام التي صدرت عام 2003، مرتبة حسب الإيرادات المحققة عالمياً، كما يلي:
| الترتيب | العنوان                               | الموزع                         | الإيرادات العالمية |
| ------- | ------------------------------------- | ------------------------------ | ------------------ |
| 1       | سيد الخواتم: عودة الملك               | نيو لاين سينما                 | $1,120,929,521     |
| 2       | البحث عن نيمو                         | والت ديزني ستوديوز موشن بيكشرز | $867,893,973       |
| 3       | الماتريكس 2                           | وارنر برذرز                    | $742,128,461       |
| 4       | قراصنة الكاريبي: لعنة اللؤلؤة السوداء | والت ديزني ستوديوز موشن بيكشرز | $654,264,015       |
| 5       | بروس الخارق                           | يونيفرسال بيكشرز               | $484,592,874       |
| 6       | ذا لاست ساموراي                       | وارنر برذرز.                   | $456,758,981       |
| 7       | ترمنايتور 3: رايز أوف ذا ماشينز       | وارنر برذرز.                   | $433,371,112       |
| 8       | الماتريكس 3                           | وارنر برذرز.                   | $427,343,298       |
| 9       | X2                                    | توينتيث سينشوري فوكس           | $407,711,549       |
| 10      | فتيان أشقياء 2                        | سوني                           | $273,339,556       |